# جائزة فرنسا الكبرى للدراجات النارية 1996
جائزة فرنسا الكبرى للدراجات النارية 1996 هو سباق دراجات نارية أقيم بتاريخ 9 يونيو 1996. كان الجولة السادسة من أصل 15 في سباق الجائزة الكبرى للدراجات النارية موسم 1996. فاز الأسترالي ميك دوهان بفئة 500 سي سي.

## وصلات خارجية
- الموقع الرسمي